# Дейли Блинд
Дейли Блинд (на нидерландски: Daley Blind) е нидерландски футболист, национал, играе за Жирона и националния отбор на Нидерландия.

## Биография
Дейли Блинд е роден на 9 март 1990 година в Амстердам. Баща му Дани Блинд е бил холандски футболист. На 21 декември 2019 г. Дейли е диагностициран с миокардит и е бил снабден с имплантируем кардиовертер-дефибрилатор.
След впечатляващо представяне на световното в Бразилия през 2014 година той бива привлечен в „Манчестър Юнайтед“ и така се събира в бившия си национален селекционер Луис ван Гаал.